# Атанас Желязков
Атанас Желязков Иванов е български революционер, одрински деец на Вътрешната македоно-одринска революционна организация.

## Биография
Роден е в 1872 година в малкотърновското село Стоилово, тогава в Османската империя. Присъединява се към ВМОРО. Влиза в четата на Дико Джелебов, с която участва в Илинденско-Преображенското въстание през лятото на 1903 година. Сражава се на 6 август при Стоилово с османска войска.
На 23 февруари 1943 година, като жител на Стоилово, подава молба за българска народна пенсия, която е одобрена и пенсията е отпусната от Министерския съвет на Царство България.